# Chapuisia maculata
Chapuisia maculata es un coleóptero de la familia Chrysomelidae. Fue descrita científicamente en 1909 por Weise.